# A Ferencvárosi TC 1954-es szezonja
A Ferencvárosi TC 1954-es szezonja szócikk a Ferencvárosi TC első számú férfi labdarúgócsapatának egy szezonjáról szól, mely összességében és sorozatban is az 52. idénye volt a csapatnak a magyar első osztályban. A klub fennállásának ekkor volt az 55. évfordulója. Ebben a szezonban is Bp. Kinizsi néven szerepeltek.

## Mérkőzések
| Színmagyarázat | Színmagyarázat |
| -------------- | -------------- |
|                | Győzelem.      |
|                | Döntetlen.     |
|                | Vereség.       |

### NB 1 1954

#### Tavaszi fordulók
| 1. forduló 1954. március 7. |

| Bp. Kinizsi                | 2 – 0               | Vasas       |
| -------------------------- | ------------------- | ----------- |
| Kerekes 33' 43′ Mátrai 73' | (1 – 0) Jegyzőkönyv | Lőrincz 43′ |

| Üllői út, Budapest Nézőszám: 33 000 Játékvezető: Hernádi Vilmos (magyar) |

| 2. forduló 1954. március 14. |

| Bp. Kinizsi                        | 3 – 0               | Csepeli Vasas |
| ---------------------------------- | ------------------- | ------------- |
| Vilezsál 14' Kispéter 28' Láng 71' | (2 – 0) Jegyzőkönyv |               |

| Üllői út, Budapest Nézőszám: 40 000 Játékvezető: Dankó György (magyar) |

| 3. forduló 1954. március 21. |

| Budapesti Honvéd     | 2 – 0               | Bp. Kinizsi |
| -------------------- | ------------------- | ----------- |
| Puskás 6' Machos 13' | (2 – 0) Jegyzőkönyv |             |

| Népstadion, Budapest Nézőszám: 80 000 Játékvezető: Harangozó Sándor (magyar) |

| 4. forduló 1954. március 28. |

| Bp. Kinizsi          | 2 – 0               | Diósgyőri Vasas |
| -------------------- | ------------------- | --------------- |
| Láng 2' Vilezsál 16' | (2 – 0) Jegyzőkönyv |                 |

| Üllői út, Budapest Nézőszám: 38 000 Játékvezető: Dankó György (magyar) |

| 5. forduló 1954. április 4. |

| Szegedi Haladás | 1 – 0               | Bp. Kinizsi |
| --------------- | ------------------- | ----------- |
| Rózsavölgyi 55' | (0 – 0) Jegyzőkönyv |             |

| Szeged Nézőszám: 12 000 Játékvezető: Bokor István (magyar) |

| 6. forduló 1954. április 19. |

| Bp. Kinizsi | 1 – 2               | Szombathelyi Lokomotív    |
| ----------- | ------------------- | ------------------------- |
| Láng 52'    | (0 – 2) Jegyzőkönyv | Kolesánszky 13' Varga 43' |

| Üllői út, Budapest Nézőszám: 30 000 Játékvezető: Hernádi Vilmos (magyar) |

| 7. forduló 1954. április 25. |

| Dorogi Bányász         | 2 – 1               | Bp. Kinizsi |
| ---------------------- | ------------------- | ----------- |
| Varga 22' Pozsonyi 47' | (1 – 1) Jegyzőkönyv | Ombódi 44'  |

| Bányász stadion, Dorog Nézőszám: 5 000 Játékvezető: Foór György (magyar) |

| 8. forduló 1954. május 2. |

| Bp. Kinizsi             | 3 – 2               | Bp. Dózsa   |
| ----------------------- | ------------------- | ----------- |
| Mátrai 1' 87' Orosz 66' | (1 – 1) Jegyzőkönyv | Deák 8' 64' |

| Népstadion, Budapest Nézőszám: 55 000 Játékvezető: Zsolt István (magyar) |

| 9. forduló 1954. május 9. |

| Bp. Vörös Lobogó | 1 – 3               | Bp. Kinizsi                                 |
| ---------------- | ------------------- | ------------------------------------------- |
| Palotás 19'      | (1 – 1) Jegyzőkönyv | Mátrai 13' Börzsei 85' (öngól) Vilezsál 89' |

| Népstadion, Budapest Nézőszám: 70 000 Játékvezető: Pósa János (magyar) |

#### Őszi fordulók
| 10. forduló 1954. szeptember 1. |

| Vasas Izzó | 1 – 1               | Bp. Kinizsi  |
| ---------- | ------------------- | ------------ |
| Bárfy 58'  | (0 – 0) Jegyzőkönyv | Vilezsál 54' |

| Népstadion, Budapest Nézőszám: 50 000 Játékvezető: Zsolt István (magyar) |

- Elhalasztott mérkőzés.

| 11. forduló 1954. augusztus 29. |

| Bp. Kinizsi            | 2 – 0               | Bp. Vörös Lobogó |
| ---------------------- | ------------------- | ---------------- |
| Fenyvesi 35' Orosz 88' | (1 – 0) Jegyzőkönyv | Hidegkuti 89′    |

| Népstadion, Budapest Nézőszám: 80 000 Játékvezető: Harangozó Sándor (magyar) |

| 12. forduló 1954. szeptember 5. |

| Bp. Dózsa                              | 4 – 1               | Bp. Kinizsi |
| -------------------------------------- | ------------------- | ----------- |
| Aspirány 21' 73' Egresi 75' Szusza 88' | (1 – 1) Jegyzőkönyv | Mátrai 29'  |

| Népstadion, Budapest Nézőszám: 50 000 Játékvezető: Sipos Szilárd (magyar) |

| 13. forduló 1954. szeptember 8. |

| Sztálin Vasmű Építők | 2 – 4               | Bp. Kinizsi                               |
| -------------------- | ------------------- | ----------------------------------------- |
| Bédi 45' 79'         | (1 – 2) Jegyzőkönyv | Dékány 30' Mátrai 40' Borsos 76' Láng 77' |

| Sztálinváros Nézőszám: 6 000 Játékvezető: Gurszky Sándor (magyar) |

| 14. forduló 1954. szeptember 12. |

| Bp. Kinizsi           | 2 – 1               | Dorogi Bányász |
| --------------------- | ------------------- | -------------- |
| Dékány 17' Borsos 62' | (1 – 0) Jegyzőkönyv | Prohászka 47'  |

| Népstadion, Budapest Nézőszám: 40 000 Játékvezető: Dankó György (magyar) |

| 15. forduló 1954. október 3. |

| Szombathelyi Lokomotív | 0 – 2               | Bp. Kinizsi           |
| ---------------------- | ------------------- | --------------------- |
|                        | (0 – 1) Jegyzőkönyv | Fenyvesi 19' Láng 64' |

| Rohonci úti stadion, Szombathely Nézőszám: 10 000 Játékvezető: Dorogi Andor (magyar) |

| 16. forduló 1954. október 13. |

| Bp. Kinizsi              | 3 – 0               | Vasas Izzó  |
| ------------------------ | ------------------- | ----------- |
| Mátrai 20' 51' Orosz 48' | (1 – 0) Jegyzőkönyv | Kincses 64′ |

| Üllői út, Budapest Nézőszám: 25 000 Játékvezető: Kristóf Tibor (magyar) |

| 17. forduló 1954. október 17. |

| Bp. Kinizsi                          | 3 – 2               | Szegedi Haladás          |
| ------------------------------------ | ------------------- | ------------------------ |
| Kispéter 50' Vilezsál 63' Mátrai 72' | (0 – 2) Jegyzőkönyv | Csáki 7' Rózsavölgyi 27' |

| Népstadion, Budapest Nézőszám: 26 000 Játékvezető: Somogyi Ernő (magyar) |

| 18. forduló 1954. október 31. |

| Diósgyőri Vasas | 0 – 2               | Bp. Kinizsi       |
| --------------- | ------------------- | ----------------- |
| Gondos 77′      | (0 – 1) Jegyzőkönyv | Láng 1' Orosz 75' |

| DVTK-stadion, Miskolc Nézőszám: 18 000 Játékvezető: Révész László (magyar) |

| 19. forduló 1954. november 3. |

| Győri Vasas                  | 3 – 2               | Bp. Kinizsi                          |
| ---------------------------- | ------------------- | ------------------------------------ |
| Koós 4' Raffai 21' Józsa 29' | (3 – 1) Jegyzőkönyv | Mátrai 19' Fenyvesi 63' Kispéter 83′ |

| Győr Nézőszám: 9 000 Játékvezető: Foór György (magyar) |

| 20. forduló 1954. november 7. |

| Bp. Kinizsi  | 1 – 3               | Budapesti Honvéd          |
| ------------ | ------------------- | ------------------------- |
| Fenyvesi 54' | (0 – 1) Jegyzőkönyv | Czibor 31' 74' Kocsis 71' |

| Népstadion, Budapest Nézőszám: 71 000 Játékvezető: Dankó György (magyar) |

| 21. forduló 1954. november 21. |

| Csepeli Vasas | 1 – 0               | Bp. Kinizsi |
| ------------- | ------------------- | ----------- |
| Ughy 49'      | (0 – 0) Jegyzőkönyv |             |

| Béke téri stadion, Budapest Nézőszám: 18 000 Játékvezető: Zsolt István (magyar) |

| 22. forduló 1954. november 24. |

| Bp. Kinizsi                               | 4 – 0               | Salgótarjáni BTC |
| ----------------------------------------- | ------------------- | ---------------- |
| Kertész 53' 63' Vilezsál 80' Fenyvesi 86' | (0 – 0) Jegyzőkönyv |                  |

| Üllői út, Budapest Nézőszám: 6 000 Játékvezető: Dorogi Andor (magyar) |

| 23. forduló 1954. december 4. |

| Vasas       | 1 – 5               | Bp. Kinizsi                                      |
| ----------- | ------------------- | ------------------------------------------------ |
| Csordás 45' | (1 – 5) Jegyzőkönyv | Teleki 12' (öngól) Orosz 15' 17' 36' Kertész 21' |

| Népstadion, Budapest Nézőszám: 45 000 Játékvezető: Zsolt István (magyar) |

| 24. forduló 1954. december 19. |

| Salgótarjáni BTC | 2 – 1               | Bp. Kinizsi |
| ---------------- | ------------------- | ----------- |
| Vasas 13' 43'    | (2 – 1) Jegyzőkönyv | Kertész 40' |

| Salgótarján Nézőszám: 4 000 Játékvezető: Bánkuti Andor (magyar) |

| 25. forduló 1954. december 23. |

| Bp. Kinizsi            | 2 – 1               | Győri Vasas        |
| ---------------------- | ------------------- | ------------------ |
| Ombódi 45' Kertész 74' | (1 – 1) Jegyzőkönyv | Dalnoki 9' (öngól) |

| Üllői út, Budapest Nézőszám: 8 000 Játékvezető: Balla Károly (magyar) |

| 26. forduló 1954. december 29. |

| Bp. Kinizsi                          | 4 – 0               | Sztálin Vasmű Építők |
| ------------------------------------ | ------------------- | -------------------- |
| Orosz 65' 86' Vilezsál 80' Szabó 90' | (0 – 0) Jegyzőkönyv |                      |

| Üllői út, Budapest Nézőszám: 12 000 Játékvezető: Kamarás Árpád (magyar) |

#### Végeredmény
| #  | Csapat                | J  | Gy | D  | V  | Rg  | Kg | Gk  | P  | Megjegyzés                                   |
| -- | --------------------- | -- | -- | -- | -- | --- | -- | --- | -- | -------------------------------------------- |
| 1  | Bp. Honvéd SE         | 26 | 19 | 2  | 5  | 100 | 43 | +57 | 40 | Bajnok, 1955-ös közép-európai kupa           |
| 2  | Bp. Vörös Lobogó      | 26 | 16 | 3  | 7  | 82  | 34 | +48 | 35 | 1955–1956-os BEK, 1955-ös közép-európai kupa |
| 3  | Bp. Kinizsi           | 26 | 16 | 1  | 9  | 54  | 31 | +23 | 33 |                                              |
| 4  | Vasas SC              | 26 | 11 | 7  | 8  | 49  | 51 | -2  | 29 |                                              |
| 5  | Bp. Dózsa             | 26 | 11 | 4  | 11 | 54  | 49 | +5  | 26 |                                              |
| 6  | Dorogi Bányász        | 26 | 7  | 11 | 8  | 39  | 42 | -3  | 25 |                                              |
| 7  | Győri Vasas           | 26 | 9  | 7  | 10 | 43  | 51 | -8  | 25 |                                              |
| 8  | Vasas Izzó            | 26 | 7  | 11 | 8  | 30  | 41 | -11 | 25 |                                              |
| 9  | Diósgyőri VTK         | 26 | 10 | 3  | 13 | 49  | 61 | -12 | 23 |                                              |
| 10 | Szombathely Lokomotív | 26 | 8  | 7  | 11 | 32  | 49 | -17 | 23 |                                              |
| 11 | Salgótarjáni BTC      | 26 | 9  | 4  | 13 | 30  | 46 | -16 | 22 |                                              |
| 12 | Csepel SC             | 26 | 6  | 10 | 10 | 33  | 51 | -18 | 22 |                                              |
| 13 | Szegedi Haladás       | 26 | 7  | 6  | 13 | 37  | 63 | -26 | 20 | Kiestek az NB II-be                          |
| 14 | Sztálin Vasmű Építők  | 26 | 6  | 4  | 16 | 37  | 57 | -20 | 16 | Kiestek az NB II-be                          |

#### Eredmények összesítése
Az alábbi táblázatban összesítve szerepelnek a Bp. Kinizsi 1954-es bajnokságban elért eredményei.
| Ősz/tavasz (forduló)  | Otthon | Otthon | Otthon | Otthon | Otthon | Otthon | Otthon | Idegenben | Idegenben | Idegenben | Idegenben | Idegenben | Idegenben | Idegenben |
| Ősz/tavasz (forduló)  | M      | GY     | D      | V      | LG–KG  | GK     | P      | M         | GY        | D         | V         | LG–KG     | GK        | P         |
| --------------------- | ------ | ------ | ------ | ------ | ------ | ------ | ------ | --------- | --------- | --------- | --------- | --------- | --------- | --------- |
| Tavaszi szezon (1–9.) | 5      | 4      | 0      | 1      | 11–4   | +7     | 8      | 4         | 1         | 0         | 3         | 4–6       | –2        | 2         |
| Őszi szezon (10–26.)  | 8      | 7      | 0      | 1      | 21–7   | +14    | 14     | 9         | 4         | 1         | 4         | 18–14     | +4        | 9         |
| Összesen (1–26.)      | 13     | 11     | 0      | 2      | 32–11  | +21    | 22     | 13        | 5         | 1         | 7         | 22–20     | +2        | 11        |

### Egyéb mérkőzések
| 1954. április 16. |

| Bp. Kinizsi | 0 – 5       | Flamengo |
| ----------- | ----------- | -------- |
|             | Jegyzőkönyv |          |

| Népstadion, Budapest |

| 1954. május 22. |

| Bp. Kinizsi | 1 – 2       | Vasas Izzó |
| ----------- | ----------- | ---------- |
| Borsos      | Jegyzőkönyv |            |

| Üllői út, Budapest |

| 1954. június 20. |

| CSZKA Szofija | 2 – 1       | Bp. Kinizsi |
| ------------- | ----------- | ----------- |
|               | Jegyzőkönyv | Láng        |

| Szófia |

| 1954. június 23. |

| SZVMSZ Csornomorec | 2 – 1       | Bp. Kinizsi |
| ------------------ | ----------- | ----------- |
|                    | Jegyzőkönyv | Mátrai      |

| Várna |

| 1954. június 26. |

| Dinamo Sofia | 3 – 3       | Bp. Kinizsi             |
| ------------ | ----------- | ----------------------- |
|              | Jegyzőkönyv | Szabó Fenyvesi Vilezsál |

| Szófia |

| 1954. július 4. |

| FC Wien | 1 – 2       | Bp. Kinizsi     |
| ------- | ----------- | --------------- |
|         | Jegyzőkönyv | Mátrai Fenyvesi |

| Bécs |

| 1954. augusztus 1. |

| Szombathelyi Lokomotív | 0 – 1       | Bp. Kinizsi |
| ---------------------- | ----------- | ----------- |
|                        | Jegyzőkönyv | Vilezsál    |

| Budapest |

| 1954. augusztus 15. |

| Sztálin Vasmű Építők | 0 – 1       | Bp. Kinizsi |
| -------------------- | ----------- | ----------- |
|                      | Jegyzőkönyv | Orosz       |

| Budapest |

| 1954. augusztus 20. |

| Bp. Kinizsi       | 3 – 1       | Vasas |
| ----------------- | ----------- | ----- |
| Orosz Dalnoki ög' | Jegyzőkönyv |       |

| Népstadion, Budapest |

| 1954. szeptember 26. |

| Bp. Kinizsi       | 6 – 4       | Kínai főiskolai válogatott |
| ----------------- | ----------- | -------------------------- |
| Láng Kárász Orosz | Jegyzőkönyv |                            |

| Üllői út, Budapest |

## Külső hivatkozások
- A csapat hivatalos honlapja (magyarul)
- Az 1954-es szezon menetrendje a tempofradi.hu-n (magyarul)